# VMA-214
Le Marine Attack Squadron 214 (ou VMA-214) est une unité de chasseurs du Corps des Marines Américains, équipée de nos jours (2009) du AV-8B Harrier et basée au Marine Corps Air Station Yuma.
Son nom de baptême était à l'origine Baa Baa Black Sheep, il devient au fil du temps Black Sheep. Il trouve son origine pendant la Seconde Guerre mondiale, lorsqu'un de ses commandants était le colonel Grégory « Pappy » Boyington.
Une série de télévision des années 1970, Les Têtes brûlées, a immortalisé leurs exploits.

## Mission
La mission du VMA-214 est de fournir l'appui aérien et la reconnaissance au corps des Marines des États-Unis.

## Origine

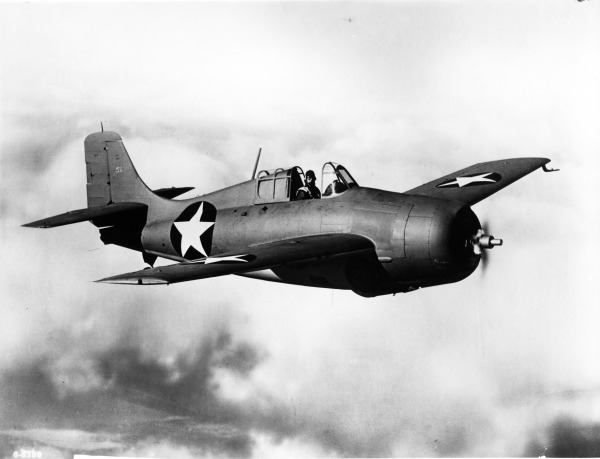
Grumman F4F-4 du VMF-214, 10 Mars 43

Il fut créé, pendant la Seconde Guerre mondiale, en tant que VMF-214 (Le F signifiant fighter, chasseur en anglais) basé au Marine Corps Air Station Ewa sur l’île d’Oahu (Hawaï) le 1er juillet 1942. Il mettait en œuvre des F4F Wildcat. Les pilotes du VMF-214 accomplirent deux tours d'opérations avant d'être transférés sur l'île d’Espiritu Santo, sous commandement de la marine des États-Unis.

## Historique

### Seconde Guerre mondiale
En 1943, après avoir quitté les Tigres volants, le major Gregory Boyington fut affecté au corps des Marines. Là, il réunit 27 pilotes plus ou moins expérimentés. À noter que dans la série inspirée de cette unité, la plupart avaient soit raté leur qualification sur le F4U Corsair, soit plus simplement étaient relégués à des tâches administratives en raison de leur comportement vis-à-vis de leurs supérieurs, ce qui n'est pas conforme à la réalité.
Les combats dans le Pacifique nécessitant sans cesse de nouveaux pilotes, en raison de la préparation de l’attaque sur l’île Bougainville dans l'archipel des îles Salomon, Boyington fut chargé d'une mission presque impossible : la formation en moins de trois mois de ces 27 pilotes sur le Corsair. Il prendrait alors provisoirement la tête de l'escadrille VMF-214.

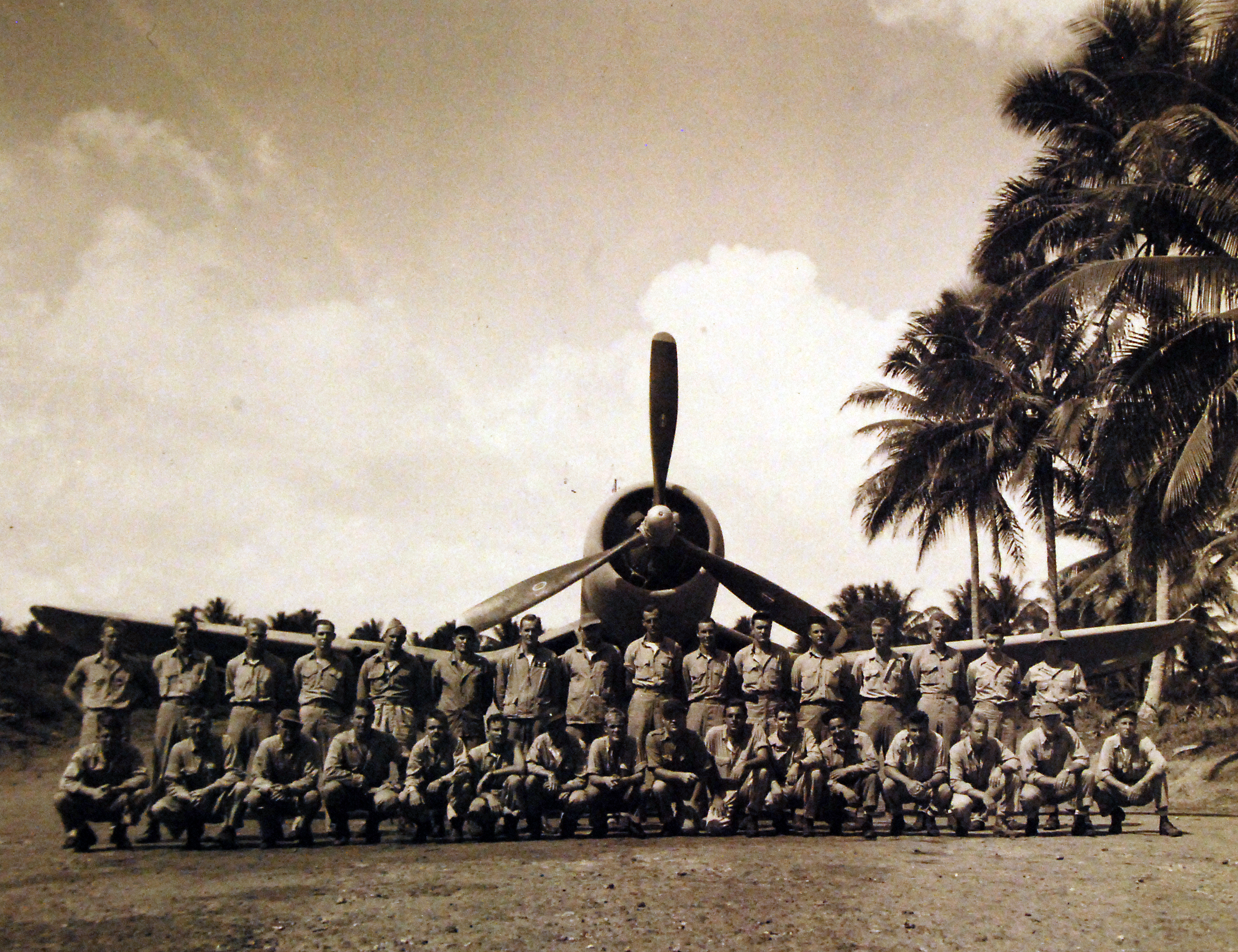
le VMF 214 (Black Sheep Squadron) à Espiritu Santo le 11 Septembre 1943. Note, le Major Gregory “Pappy” Boyington, 8ème à partir de la gauche

Au vu des résultats de l'escadrille, le major Boyington garda le commandement de la VMF-214. Il prit part aux réunions d'états-majors, et imposa de nouvelles tactiques.
La VMF-214 a détruit plus de 203 avions japonais, dont 97 en combats aériens, coula de nombreux navires et surtout provoqua systématiquement les Japonais sur leurs propres terrains.
La VMF-214 reçut la Presidential Unit Citation, pour l'ensemble de ses actions.

### Guerre de Corée

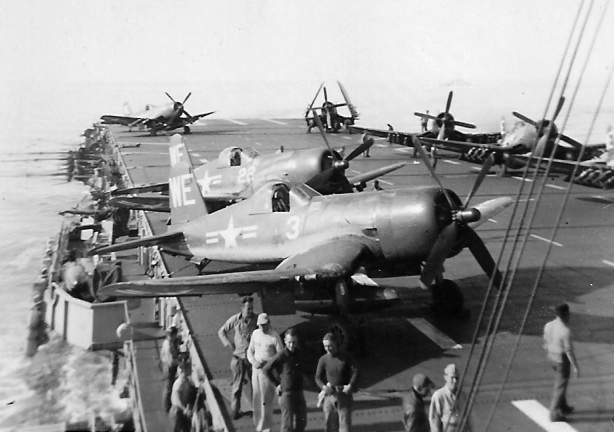
Vought F4U-4B Corsair du VMF-214 Black Sheep à bord du porte-avions d'escorte de l'US Navy USS Sicily (CVE-118) en 1950 pendant la guerre de Corée.

Équipée de F4U-4 Corsair, la VMF-214 devient le 3 août 1950 la première unité de Marines à intervenir en Corée. Ayant comme base les porte-avions USS Sicily et USS Boxer, les Black Sheep furent envoyés deux fois en Corée.

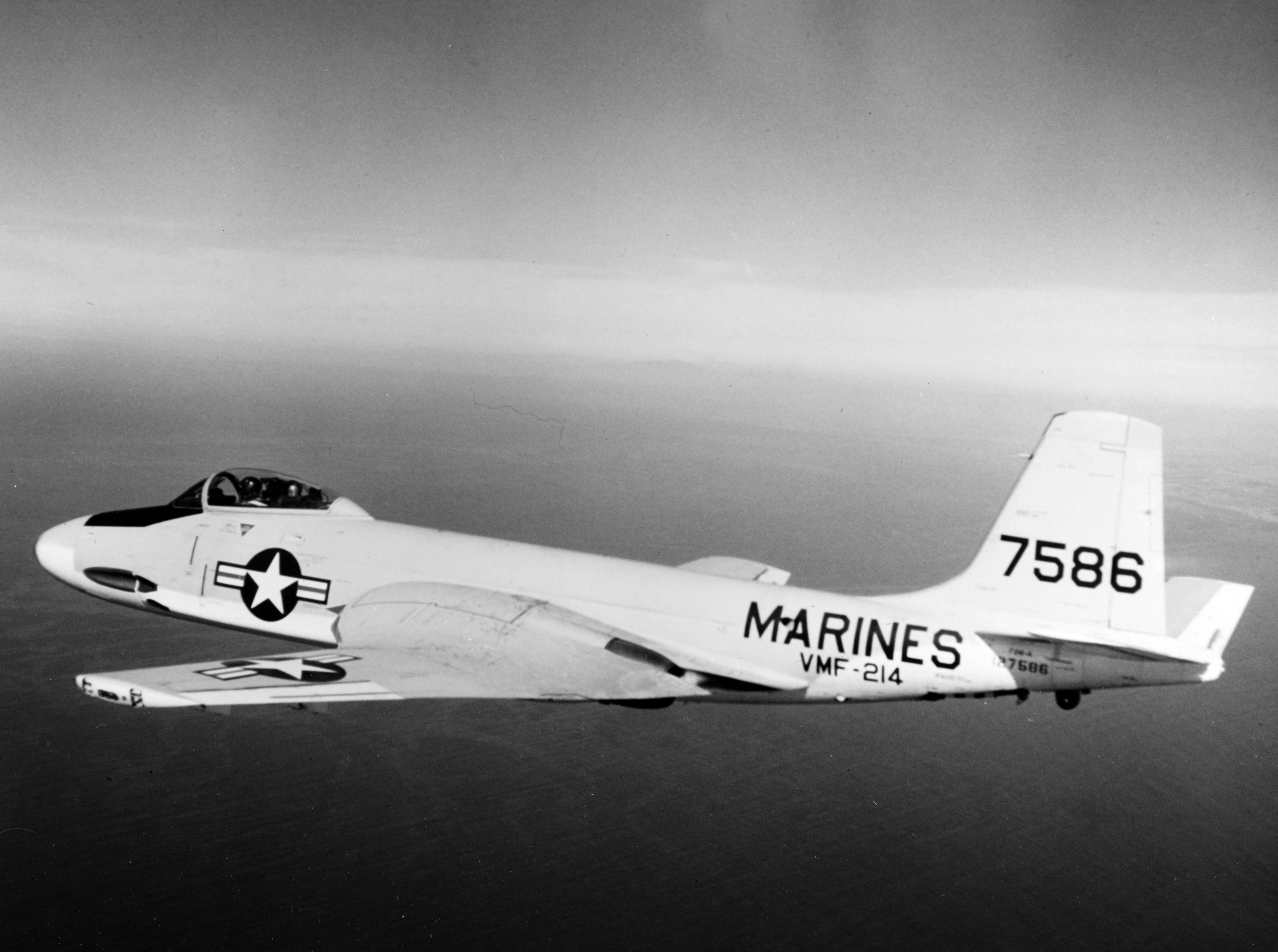
McDonnell F2H-4 Banshee du VMF-214, 19 janvier 1956

À la fin de la guerre, la VMF-214 changea ses Corsair pour les F9F Panther, puis devint la première escadrille « tous temps » des Marines VMF(AW)-214 avec le F2H Banshee.
En mars 1958, la VMF-214 (F pour Fighter) devint VMA-214 (A pour Attack) avec ses FJ-4 Fury.

### Guerre du Viêt Nam
Le 23 janvier 1962, la VMA-214 échangea ses FJ-4 pour les A-4 Skyhawk qu’elle garda non seulement pendant toute la guerre du Viêt Nam mais pendant plus de 27 ans. La VMA-214 reçut toutes les versions du Skyhawk.
En 1965, la VMA-214 mena sa première mission au Viêt Nam où elle resta stationnée deux ans.

## Sources
La plupart des sources proviennent de la traduction (partielle) du :
- MARINE ATTACK SQUADRON 214 Official Website
- Boyington, Gregory Pappy (1977 (ré-édition)). Baa Baa Black Sheep. Bantam.  (ISBN 0-553-26350-1)